# Autarotis polioleuca
Autarotis polioleuca là một loài bướm đêm trong họ Crambidae.